# Najszczęśliwsi geje pod słońcem
Najszczęśliwsi geje pod słońcem – serial animowany w reżyserii Q. Allana Brocki. Serial opowiada o przygodach pary gejów, która zmaga się z różnym problemami. Ricka i Steve'a czeka mnóstwo wrażeń i wyzwań.

## Postacie
Rick Brocka Jr. to 30-letni Amerykanin o filipińskich korzeniach, jest maniakiem czystości i wielkim fanem science fiction. Steve Ball to 33-letni agent nieruchomości, który ma obsesję na punkcie własnego wyglądu.